# Ghosts (ER)
Ghosts is de vijfde aflevering van het derde seizoen van de televisieserie ER, die voor het eerst werd uitgezonden op 31 oktober 1996.

## Verhaal
Dr. Lewis komt terug van vakantie, dit tot opluchting van dr. Greene. Zij bekent dat zij niet naar Hawaï is geweest vanwege haar vliegangst. Zij heeft haar zus Chloe en Suzie bezocht.
Dr. Gant beseft dat hij harder aangepakt wordt door dr. Benton dan dr. Carter, en heeft hier veel moeite mee en eist meer respect van dr. Benton.
Hathaway is samen met dr. Ross ingedeeld om mee te rijden met de mobiele medische post, deze rijdt regelmatig de buurt in om de dakloze mensen te helpen. Zij staan allebei hier niet om te springen, vooral omdat het gevaarlijk kan zijn.
Dr. Benton probeert meer open te staan met kinderen, om zo dr. Keaton te overtuigen om met hem door te gaan. Hij neemt zelfs kinderen, die als patiënten verblijven in het ziekenhuis, mee op een trick-or-treattocht door het ziekenhuis. 
Boulet ziet hoe een huwelijk ook kan zijn, een toegewijde man blijft bij zijn vrouw die als patiënte in het ziekenhuis ligt. Dit laat haar beseffen dat haar man, Al, een rotvent is en dat laat zij hem ook weten.

## Rolverdeling

### Hoofdrol
- Anthony Edwards - Dr. Mark Greene
- George Clooney - Dr. Doug Ross
- Sherry Stringfield - Dr. Susan Lewis
- Noah Wyle - Dr. John Carter
- Eriq La Salle - Dr. Peter Benton
- Laura Innes - Dr. Kerry Weaver
- Omar Epps - Dr. Dennis Gant
- John Aylward - Dr. Donald Anspaugh
- Jorja Fox - Dr. Maggie Doyle
- Glenne Headly - Dr. Abby Keaton
- Gloria Reuben - Jeanie Boulet
- Michael Beach - Al Boulet
- Julianna Margulies - verpleegster Carol Hathaway
- Yvette Freeman - verpleegster Haleh Adams
- Ellen Crawford - verpleegster Lydia Wright
- Deezer D - verpleger Malik McGrath
- Lily Mariye - verpleegster Lily Jarvik
- Laura Cerón - verpleegster Chuny Marquez
- Lucy Rodriguez - verpleegster Bjerke
- Abraham Benrubi - Jerry Markovic
- Lyn Alicia Henderson - ambulancemedewerker Pamela Olbes
- Emily Wagner - ambulancemedewerker Doris Pickman

### Gastrol
- William Schallert - Mitchell Jennings
- Kirsten Dunst - Charlie Chiemingo
- Chris Edwards - William Litman
- Gina Gallego - instructrice
- Ernest Perry Jr. - Gus, chauffeur mobiele medische post
- Clement Blake - dakloze man
- Wilson Raiser - Frankenstein

en vele andere